# Karl Schluch
Karl Schluch (* 25. Oktober 1905 in Lauenburg; † unbekannt) war SS-Unterscharführer und an der „Aktion T4“ und der „Aktion Reinhardt“ beteiligt.

## Werdegang
Schluch wurde unehelich geboren und wuchs bei seinen Großeltern auf. Nach dem Besuch der Volksschule war er als Landarbeiter tätig und absolvierte ab 1930 eine Ausbildung zum Krankenpfleger, die er an der Charité in Berlin 1934 mit „Sehr Gut“ abschloss. 1935 wechselte Schluch an die Anstalt Herzberge. Seine Heirat erfolgte 1936 und er wurde 1937 Vater eines Sohnes. Der NSDAP trat er 1936 bei, nachdem er bereits ab 1933 beim SA-Sanitätssturm tätig war.

## Aktion T4
Seine Dienstverpflichtung zur „Aktion T4“ erfolgte Mitte Juni 1940. Schluch war in den Euthanasieanstalten Grafeneck und Hadamar als Pfleger und Transportbegleiter eingesetzt. Nach dem offiziellen Ende der Euthanasie wurde Schluch von Ende 1941 bis März 1942 von der Organisation Todt bei Verwundetentransporten an der Ostfront eingesetzt.

## Aktion Reinhardt
Danach wurde von Juni 1942 bis Frühsommer 1943 im Vernichtungslager Belzec eingesetzt. Er wurde am so genannten Schlauch eingesetzt, wo er auf die jüdischen Opfern nach Verlassen der Entkleidungskammer beruhigend einzuwirken versuchte. Er täuschte die jüdischen Opfer auf dem Weg in die Gaskammer, indem er ihnen mitteilte, sie würden gebadet werden. Ab Herbst 1943 war er im Zwangsarbeiterlager Poniatowa, bis dieses im Rahmen der Aktion Erntefest liquidiert wurde. Ende 1943 wurde er in der Operationszone Adriatisches Küstenland zur Sonderabteilung Einsatz R nach Triest versetzt, die der „Judenvernichtung“, der Konfiszierung jüdischen Vermögens und der Partisanenbekämpfung diente.

## Nach Kriegsende
Nach Kriegsende wurde er von der US Army festgenommen und in einem Kriegsgefangenenlager interniert, aus dem er bereits Anfang Juli 1945 nach Kassel entlassen wurde. Danach arbeitete er in der Landwirtschaft, von 1948 bis 1952 als Bauarbeiter und anschließend wieder als Krankenpfleger in der Psychiatrie in Bedburg-Hau.
Im Belzec-Prozess war Schluch wegen der Beihilfe zum gemeinschaftlichen Mord in 360.000 Fällen angeklagt und wurde am 30. Januar 1964 aufgrund von Befehlsnotstand außerhalb gerichtlicher Verfolgung gesetzt. Über seinen weiteren Lebensweg ist nichts bekannt.